# Manchester Giants
Gigantes de Mánchester fue un antiguo equipo de baloncesto profesional con sede en Manchester, Inglaterra. Durante su existencia, el equipo ganó el trofeo en 1999 y la  Campeonato BBL en el año 2000. La titularidad de los  estadounidense del entrenador Nick Nurse, que incluía estas dos temporadas, fue el período más exitoso en la historia del club. La franquicia de ganó 9 partidos en la temporada 2001-02.
En la actualidad existe un esfuerzo de revitalización que tiene lugar para devolver el nombre de Mánchester Giants a la BBL con el establecimiento de una nueva franquicia, con el objetivo de empezar a competir desde la temporada 2012-2013

## Historia de la franquicia
Los Gigantes originales estaban basadas en la venta y patrocinado por el ATS. Ellos fueron el primer equipo el norte de desafiar el dominio del sur de la liga nacional de los años noventa. Jeff Jones y Steve Irion se encontraban entre los primeros de las importaciones de hasta el club. Superar el Centro de Ocio y tiempo libre venta, el club se mueven a Altrincham donde tenían muchos años de éxito, antes de ser fusionado con el Manchester United.

### NBL2

#### Stockport Belgrado
Stockport Belgrado se basa en el Foso de Peel en el Heaton Moor, que fueron creados en 1975 y tenía, en Bill Beswick, uno de los mejores entrenadores en la historia de este deporte en el Reino Unido.
Después de terminar segundo en la temporada inaugural, el entrenador Beswick llevó a los Gigantes a la promoción en 1977, compilando un impresionante récord de 18-2 en el proceso, sigue siendo el mejor en la historia de la franquicia. Entre sus jugadores de Estados Unidos tuvieron Bob Martin, uno de los mejores guardias para jugar en la liga.
Los próximos cuatro años resultó ser un período de consolidación para el equipo en la primera división del baloncesto británico con un primer viaje a Europa, en la Copa Korac, una parte de esa curva de aprendizaje.

#### Warrington vikingos
Pero la temporada 1981-82, el club de Stockport tomó la decisión de alejarse de su base de fanes en el Arena nuevo espectro en Warrington.
Durante la temporada 1982-83, el entrenador Beswick dejó el club, sustituido de forma interina por Craig Lynch, que todavía estaba destacado en la Liga de Budweiser en la década de 1990 como entrenador de las Águilas de Newcastle. Pero fue la llegada de Joe Whelton en el inicio de la temporada siguiente, que resultó ser el punto de inflexión en la historia del equipo. Con jugadores como Jones, Wil Brown, Ed Bona, Steve Latham, Brasil Phil, Pablo Gervais, David Lloyd-asistente en el equipo de 1997-98 - y Penny Kevin, el equipo terminó tercero en la Liga y perdió la final del campeonato 70 - 64 de Solent.

#### Manchester United
A mitad de la temporada siguiente, otro importante punto de inflexión se produjo en la agitada historia de los vikingos, cuando el Manchester United compró el equipo. El entrenador Whelton también jugó un papel en la recuperación repentina de Mánchester en la suerte, por lo que la firma de Colin astuto irlandés que fue brillante en la victoria del Campeonato 1985 en Kingston final, anotando 47 puntos en la victoria 109-97. Manchester United tomó el control del otro club de Mánchester a los Gigantes. Los partidarios de los Gigantes de configurar los Gigantes de Stockport, un club de todo el Inglés, que jugó durante cuatro años en las divisiones inferiores, pero llegó a la final de la Liga Nacional cuartos de taza.
Los jugadores de la talla de Tom Brown y Gardner Dave, quien comenzó la temporada 1998-99 como ayudante de enfermera de Autobuses, se añadieron a la lista para el inicio de la temporada 1985-86 en la que un récord del club 23 victorias consecutivas ayudó a Manchester United recuperarse de un mal comienzo para tomar por asalto al título de Liga Nacional y la era profesional.
Stockport Gigantes
Los partidarios de los Gigantes de configurar los Gigantes de Stockport, un club de todo el Inglés, que jugó con éxito durante cuatro años ganando la Liga Central de Inglés, los condados de North West Liga antes de asegurar un lugar en las divisiones inferiores de la Liga Nacional, y de llegar a la Liga Nacional finales de Copa y cuarto.

### BBL

#### Eagles de Mánchester
Dos temporadas áridas siguió a la victoria por el título Unidos y el experimento Unidos no haber, la franquicia fue comprada por un grupo de empresarios locales en 1988, que cambió el nombre del equipo de los Eagles de Mánchester.
Jeff Jones volvió a entrenar al equipo, el comienzo de un reinado (1988-1994), que lo convertiría en el entrenador con mayor antigüedad en la historia de la franquicia.
El entrenador Jones terminó quinto en su primera temporada, así como llevar al equipo a la Final de la Copa Nacional en la que perdieron 87-75 en Bracknell.
Un año más tarde, llevó a Manchester para un acabado en segunda posición en la Liga y la final del Trofeo. En ambas ocasiones, el equipo que todo lo conquista Kingston superó a Manchester.
Ese equipo estaba integrado por jugadores de 1989-90 memorables como Jason Fogerty, Penny Tony Johnson Jerry, Gardner Dave, Kearney Kris, Ramsey Keith y Kevin St. Kitts-el último de los cuales cuatro se encuentran entre los doce jugadores que han afectado a 1000 puntos en su carrera de la franquicia durante los últimos 14 años.

#### Gigantes
En esa temporada el Manchester y los Gigantes de Stockport se fusionaron de nuevo, aunque, aparte de una nueva derrota final por el trofeo de Kingston en 1991, el nuevo nombre no apareció para traer un poco de suerte nueva de la misma.

#### Respaldo Nueva
En 1993, los Gigantes habían sido comprados por Cook Group Inc, una compañía de dispositivos médicos de América, en el comienzo de otro nuevo y emocionante capítulo en la historia del equipo. No se mueve hacia el Centro de Armitage, el Velódromo de nuevo y, lo más significativo de todo, a la Manchester Evening News Arena para el inicio de la temporada 1995-96.
Hubo una gran afluencia de talento estadounidense debido a las nuevas reglas de la liga y el club utilizó sus vínculos norteamericanos a través del Grupo de Cook para que, en la Universidad de Indiana graduados Joe Hillman y Mark Robinson, así como exjugadores de la NBA como Robert Churchwell y Brian Rowsom en la temporada 1997-98.
Los nuevos dueños fueron reuniendo un equipo nuevo look y trajo a la universidad respetada EE. UU. entrenador Mike Hanks para el inicio de la temporada 1994-95. A pesar de que solo terminó cuarto y el quinto en dos autobuses de Hanks temporadas, los Gigantes fueron Play-off subcampeón, perdiendo el campeonato final de Wembley de Worthing por una línea de corte estrecho 77-73.
Sin embargo, los Gigantes hicieron que sea en los libros de récords en su primer año en la arena cuando pasaron nada menos 14.251 aficionados a la apertura de la temporada contra los Leopardos de Londres - sigue siendo la mayor multitud jamás a ver un partido de baloncesto en Gran Bretaña. Al final de esa temporada, el entrenador Hanks estaba fuera y el entrenador con el disco más exitoso en la historia del club se volvió a Joe Whelton. Por desgracia, no pudo recuperar el éxito de antaño en su única temporada y fue sustituido por Jim Brandon en 1997-98. Sin embargo, él también encontró la difícil tarea, aunque no era el consuelo de un final animado de la temporada y una carrera para el Campeonato de Wembley, donde los Gigantes de poner un buen rendimiento antes de perder la semifinal con el Birmingham 91-80.
Brandon ganó su último partido como entrenador en jefe de los Gigantes, ya que derrotó a Londres en el tercer lugar, el juego más importante Brandon comenzó un equipo all-Inglés (Matt Hogarth, Michael Bernard, Jason Swaine, Danny Craven y Baker Ronnie).
El inicio de la temporada 1998-99 vio el comienzo de una nueva era para los Gigantes de Mánchester, uno de los grandes nombres de la historia del baloncesto británico.
Después de varios años decepcionantes en el que los Gigantes lucharon a la altura de las expectativas de su gran apoyo, enfermera Nick fue traído de vuelta al baloncesto británica para tratar de poner fin al equipo de 12 años de espera por un trofeo. Funcionó como de los Gigantes reclamó la toma de posesión Dairylea Dunkers campeonato y título de la Conferencia del Norte en el año 2000, más de 1999 uni-ball trofeo del campeonato. Manchester ganó 87 de sus 106 partidos en las dos últimas temporadas, ganando un récord de 45 BBL en el período 1999-2000.
American Nurse, quien entrenó a los Bullets de Birmingham en el Campeonato de Wembley, dos años antes, también había hecho su marca en el baloncesto europeo con el equipo belga de la parte superior Oostende antes de tomar el timón de los Gigantes de nueva mirada. Resumen de la enfermera era simple - restaurar los Gigantes de Mánchester a sus senda de la victoria y premiar a sus miles de fieles seguidores llevándolos a la parte superior de la tabla.
Enfermera entrenador no perdió tiempo en tirar de ese objetivo y rápidamente reunió a un elenco repleto de estrellas de que se demuestre Budweiser jugadores de la Liga. Se trasladó a contratar los servicios de Tony Dorsey a quien había entrenado en sus días de Birmingham, antes de mirar al sur para firmar los mayores Leopards London par de John White y Perry Makeba, que había estado con los Gigantes de dos temporadas anteriores, junto con Holley Thames Valley Tigers 'Tony. Blanco, Dorsey y Holley habían sido seleccionados para la final de la temporada All-Star equipo y jugó en la liga All-Star Games, mientras que Dorsey (1995-96) y Blanco (1996-97) también llegó a Manchester con la Liga de premios de JMV a sus nombres. Dorsey y Blanca tanto ser seleccionados para la final de la temporada del Juego de Estrellas en 1998-99.
Enfermera tenido los jugadores en su lugar y la temporada tuvo un comienzo rugir con los Gigantes en la parte superior de la tabla dentro de los primeros meses, una mejora importante con respecto a las últimas temporadas. Se ha continuado con esta racha de éxito con un récord de franquicia de 45-7 de victorias y derrotas, ganar el primer campeonato de la conferencia Dairylea Dunkers del Norte, llegando a la Copa Nacional, uni-ball y el Trofeo Dairylea Dunkers juegos de campeonato en 1999-2000. Solo Kingston (1990, 1992) y Londres Torres (1996) han llegado a los tres partidos de campeonato en la temporada BBL misma.
El equipo se sorprendió poco después de celebrar su campeonato cuando un director ejecutivo que representa la propiedad informó al equipo de Cook Group y la gestión ya no podía permitirse el lujo de financiar a los Gigantes.

#### Disminución
Sin dueño y el fracaso para compensar el alto costo del alquiler de la Manchester Evening News Arena por recibos de la puerta obligó al equipo a regresar a su antigua casa del Centro Nacional de Ciclismo, también conocido como Velódromo de Mánchester, hacia Al final de la temporada 2000/01. En la temporada 2001/02, todos los partidos en casa se jugó en el  San lugar.
Mientras que la arena era más flexible y más barato que contratar, que carecía de las instalaciones de los clientes de la MEN Arena y se quedó solo en las tierras del este de Mánchester, junto a la tierra que más tarde vería la City of Manchester Stadium integrada. La falta de lugares de interés en el área o las conexiones de transporte público para que en última instancia, poner el sello en la desaparición de la franquicia.
La franquicia fue a través de un renacimiento abortado en manos del Grupo de Deportes de Montgomery, creadores de la Sheffield Sharks, antes de retroceder a la superficie y no de la franquicia fue ignominiosamente "eliminado" en 2001 por sus propietarios en última instancia, la BBL - dejando la segunda área urbana más grande en el Reino Unido que no tienen representación en la liga. El equipo jugó realmente 9 partidos de la temporada 2001-02 antes de plegar, terminando con un récord de 2-7.

## Registro temporada tras temporada
| Temporada         | Division | Liga Regular | Liga Regular | Liga Regular | Liga Regular | Liga Regular | Liga Regular | Playoff | Trofeo         | Copa           |
| Temporada         | Division | Puesto       | Jugados      | Ganados      | Perdidos     | Puntos       | Porcentaje % | Playoff | Trofeo         | Copa           |
| ----------------- | -------- | ------------ | ------------ | ------------ | ------------ | ------------ | ------------ | ------- | -------------- | -------------- |
| Manchester Giants |          |              |              |              |              |              |              |         |                |                |
| 2012–2013         | BBL      | 9th          | 33           | 12           | 21           | 24           | 0.364        | NSC     | 1st Round (BT) | 1st Round (BC) |

### Plantilla actual
Actualiizado 12 de septiembre de 2013
| 6  | Bandera del Reino Unido | Stefan Gill     | Base      |
| 10 | Bandera del Reino Unido | David Watts     | Ala-Pívot |
| 12 | Bandera del Reino Unido | James Jones     | Escolta   |
| 15 | Bandera del Reino Unido | Mike Bernard    | Pívot     |
|    | Bandera del Reino Unido | Keith Page      | Base      |
|    | Bandera del Reino Unido | Yorick Williams | Escolta   |
|    |                         |                 |           |